# Nona Zozoria
Nona Zozoria (georgisch ნონა წოწორია, häufig in englischer Transkription Nona Tsotsoria; * 13. April 1973 in Batumi, Georgische SSR) ist eine georgische Juristin und Rechtswissenschaftlerin.

## Leben
Zozoria studierte von 1990 bis 1996 an der rechtswissenschaftlichen Fakultät der Staatlichen Universität Tiflis. Anschließend arbeitete sie drei Jahre lang als richterliche Assistentin am Georgischen Verfassungsgerichtshof. 1999 kehrte sie an ihre Alma Mater zurück und hielt dort bis 2004 Vorlesungen zum Verfassungsrecht und zur Verfassungsgerichtsbarkeit. Zudem ging sie zwischen 1999 und 2000 kurzzeitig einer anwaltlichen Tätigkeit bei der Kanzlei Kordsadse & Swanidse nach. 
Von 2000 bis 2004 war sie zunächst als Rechtsberaterin und danach als Leiterin für das „Georgia Rule of Law Project“ tätig, das im Auftrag der United States Agency for International Development vom IRIS Center der University System of Maryland durchgeführt wurde und das Ziel verfolgte, die Autorität des Gesetzes in Georgien zu stärken. Sie gab diese Stellung auf, um das Amt des stellvertretenden Generalstaatsanwalts zu übernehmen, welches sie bis 2007 ausübte. An der University of Pennsylvania erlangte sie 2007 einen Master of Governmental Administration. Am 1. Februar 2008 trat Zozoria die Nachfolge von Mindia Ugrechelidse am Europäischen Gerichtshof für Menschenrechte an. 
Sie war Mitglied einer vom Präsidenten eingerichteten Arbeitsgruppe zur Korruptionsbekämpfung und saß im Vorstand einer Stiftung, die sich für freie Wahlen in Georgien einsetzte.